# 宝珠花銀行
宝珠花銀行（ほうじゅばなぎんこう）は、1900年（明治33年）6月14日、埼玉県北葛飾郡宝珠花村（現在の春日部市西宝珠花）に資本金10万円で設立された銀行。

## 沿革
宝珠花は古くから江戸川に面し舟運の便が大きく河岸として栄えた。明治35年12月末主要勘定資本金10万円（内払込2万5千円）積立金900円、預金2万8,442円、貸付高1万8,260円、割引手形3万736円、純利益1,925円で株主配当は年8分であり、株主数124名、役員ら並びに従業員は9名であった。この銀行は舟運業者の取引が多かったようである。明治末期に千葉県東葛飾郡野田町から北葛飾郡南桜井村を経て南埼玉郡粕壁町へ鉄道（東武野田線）が敷設された。大正初頭あたりに徐々に舟運から陸送（鉄道）の輸送に切り替わり始めた。西宝珠花あたりも舟運から陸送に取って代わられ地域経済的に混迷をきたした。その後役員に内紛がおこり営業不振になり遂に大正末期に開店休業の状態となった。
1926年（大正15年）9月6日には力尽き休業となった。1931年（昭和6年）9月23日に営業免許を取り消されて解散した。